# Julia Dickhaus
Julia Dickhaus (* 7. Juni 1991 in Wuppertal) ist eine deutsche Fußballspielerin. Sie spielte zuletzt im defensiven Mittelfeld der Amateure des Frauen-Bundesligisten FCR 2001 Duisburg. Ihre Körpergröße beträgt 1,64 m.

## Leben
Julia Dickhaus stammt aus Wuppertal und besuchte dort die Realschule Hohenstein. Von 2006 bis 2007 besuchte sie ein Fußballinternat in Bad Neuenahr. Danach begann sie eine Ausbildung zur Kraftfahrzeugmechatronikerin, die sie abgeschlossen hat. Sie arbeitet als Mechatronikerin in einem großen Industrieunternehmen.

## Erfolge
Seit ihrem sechsten Lebensjahr spielte sie bei Grün-Weiß Wuppertal und durchlief dort alle Jugendabteilungen, spielte zuletzt für die männliche B-Jugend. Zur Saison 2007/2008 wurde sie von der SG Essen-Schönebeck verpflichtet. In ihren neun Einsätzen in 2007/08 in der Frauen-Bundesliga und ihrem einen Einsatz in der Saison 2008/2009 in der 1. Liga wurde sie jeweils in der zweiten Halbzeit eingewechselt. In der zweiten Mannschaft der Essener kam sie in der Frauenregionalliga West auch im Angriff zum Einsatz. Seit der Saison 2010/11 spielte sie für die zweite Mannschaft des FCR 2001 Duisburg in der 2. Frauenbundesliga Nord. Ihre Position dort war das defensive Mittelfeld.
26-mal spielte Julia Dickhaus in der U15-Auswahl des Fußballverbands Niederrhein. Sie hatte auch Einsätze in der U17 und U20 des Niederrheins. Beim Länderpokal U20 im April 2011 in der Sportschule Wedau erreichte der Niederrhein den 7. Platz von 21 Teilnehmern.